# چاک جونز
چاک جونز (Chuck Jones)، (زاده ۲۱ سپتامبر ۱۹۱۲ – درگذشته ۲۲ فوریه ۲۰۰۲) انیماتور، فیلمساز، کارتونیست، نویسنده و فیلمنامه‌نویس آمریکایی است. بیشتر شهرت وی برای همکاری با کمپانی برادران وارنر و کارتون‌های مری ملودی و لونی تونز است. او در طول بیش از ۶۰ سال فعالیت هنری بیش از ۳۰۰ انیمیشن کوتاه ساخته، برندهٔ سه اسکار کارگردانی، یک اسکارافتخاری، جایزه افتخاری اتحادیهٔ فیلمسازان آمریکا و تعداد زیادی جایزهٔ معتبر دیگر شد.